# Gaio Cecilio Metello Caprario
Gaio Cecilio Metello Caprario (latino: Gaius Caecilius Metellus Caprarius; 160 a.C. circa) fu un uomo politico della Repubblica romana, console del 113 a.C..

## Biografia
Gaio Cecilio Metello era figlio di Quinto Cecilio Metello Macedonico.
Militò nel 134 a.C. e nel 133 a.C. nell'esercito di Publio Cornelio Scipione Emiliano. Prese parte all'assalto di Numanzia, nella penisola iberica. Divenne console nel 113 a.C. e diresse con successo una campagna in Tracia, per cui celebrò un trionfo nel 111 a.C. Eletto censore nel 102 a.C., combatté nel 99 a.C. per il ritorno a Roma del cugino Quinto Cecilio Metello Numidico.
Fu il padre di Quinto Cecilio Metello Cretico, Gaio Cecilio Metello, Lucio Cecilio Metello, Marco Cecilio Metello e di Cecilia Metella, sposa di Gaio Licinio Verre.